# الاتحاد من أجل المتوسط
الاتحاد من أجل المتوسط هو منظمة حكومية دولية تضم 42 بلداً من أوروبا وحوض البحر المتوسط: دول الاتحاد الأوروبي السبع وعشرين وخمسة عشر بلداً متوسطياً شريكاً من شمال أفريقيا والشرق الأوسط وجنوب شرق أوروبا.
أُُنشئ الاتحاد في يوليو 2008 في قمة باريس من أجل المتوسط بهدف تعزيز الشراكة الأورومتوسطية التي أُقيمت في عام 1995 وعُرفت باسم عملية برشلونة. اللغات الرسمية له هي الإنجليزية والعربية والفرنسية.
يتبنى الاتحاد هدف تشجيع الاستقرار والتكامل في عموم منطقة البحر المتوسط. وهو عبارة عن منتدى لمناقشة القضايا الإستراتيجية الإقليمية استناداً إلى مبادئ الانتماء المشترك والمشاركة في اتخاذ القرارات والمسؤولية المشتركة بين ضفتي البحر المتوسط. ويتمثل هدفه الرئيسي في زيادة التكامل بين الشمال والجنوب وفيما بين بلدان الجنوب على السواء في منطقة البحر المتوسط، بغية مساندة التنمية الاجتماعية الاقتصادية للبلدان وضمان الاستقرار في المنطقة. يركز الاتحاد، من خلال إجراءاته، على ركيزتين رئيسيتين، وهما: تعزيز التنمية البشرية وتشجيع التنمية المستدامة. وتحقيقاً لهذه الغاية، فإنه يحدد ويساند مشاريع ومبادرات إقليمية بأحجام مختلفة، يمنحها ختم اعتماده بعد قرار بالتوافق في الآراء بين البلدان الثلاثة والأربعين. تركز هذه المشاريع والمبادرات على 6 قطاعات أنشطة، وذلك بمقتضى التفويض الممنوح للاتحاد من الدول الأعضاء فيه.
- تنمية الأعمال
- التعليم العالي والبحث العلمي
- الشؤون الاجتماعية والمدنية
- الطاقة والتدابير المناخية
- النقل والتنمية الحضرية
- المياه والبيئة

## تدشين الاتحاد من أجل المتوسط
في قمة باريس من أجل المتوسط (13 يوليو 2008)، قرر رؤساء دول وحكومات المنطقة الأورومتوسطية الثلاثة والأربعون تدشين عملية برشلونة: الاتحاد من أجل المتوسط. قُدّمت هذه العملية كمرحلة جديدة من مراحل الشراكة الأورومتوسطية مع أعضاء جدد وبهيكلية مؤسسية محسّنة تهدف إلى «تعزيز العلاقات متعددة الأطراف، وزيادة الانتماء المشترك إلى العملية، ووضع الحوكمة على قدم المساواة، وترجمتها إلى مشاريع محددة أكثر بروزاً في أعين المواطنين. وقد حان الوقت لإعطاء زخم جديد ومتواصل لعملية برشلونة. فهناك الآن حاجة إلى المزيد من الانخراط والمحفزات الجديدة لترجمة أهداف إعلان برشلونة إلى نتائج ملموسة.»
اعتبر الرئيس الفرنسي ساركوزي قمة باريس نجاحاً دبلوماسياً، بعد أن تمكّن من جمع كافة رؤساء دول وحكومات البلدان الأورومتوسطية الثلاثة والأربعين، باستثناء العاهلين المغربي والأردني.
وفي مؤتمر وزراء خارجية الدول الأورومتوسطية المنعقد في مرسيليا في نوفمبر 2008، قرر الوزراء اختصار اسم المبادرة إلى صيغته الحالية «الاتحاد من أجل المتوسط».
واختُتم هذا الاجتماع بإعلان مشترك جديد، توّج إعلان باريس بتحديد الهيكل التنظيمي للاتحاد من أجل المتوسط والمبادئ التي سيعمل وفقاً لها. وأُنشئت رئاسة دورية تشترك في توليها دولة عضو في الاتحاد الأوروبي مع أحد الشركاء المتوسطيين، فكانت فرنسا ومصر أول بلدين يتوليانها. وتنص القواعد على حضور الجامعة العربية لكافة الاجتماعات. ثم أُنشئت أمانة عامة ذات وضع قانوني منفصل ولديها نظامها الأساسي الخاص بها، حيث اتُّخذ مقرها في برشلونة.
إن تدشين الاتحاد من أجل المتوسط كمرحلة جديدة في الشراكة الأورومتوسطية معناه قبول الاتحاد من أجل المتوسط لمجموعة صكوك برشلونة والتزامه بها، حيث يتمثل غرضها في نشر «السلام والاستقرار والرخاء» في ربوع المنطقة (برشلونة، 2). وبالتالي تظل فصول التعاون الأربعة التي صيغت في إطار عملية برشلونة أثناء السنوات الثلاث عشرة صالحة:
- السياسة والأمن
- الاقتصاد والتجارة
- الاجتماعية الثقافية
- العدالة والشؤون الداخلية. ضُمّن هذا الفصل الرابع في القمة الأورومتوسطية المنعقدة بمناسبة الذكرى السنوية العاشرة لإعلان برشلونة الصادر في عام 2005 في برشلونة.

كما صودق أيضاً على هدف إنشاء منطقة للتجارة الحرة في المنطقة الأورومتوسطية بحلول 2010 (وما بعدها)، والتي اقتُرحت أول مرة في مؤتمر برشلونة في عام 1995، خلال قمة باريس لسنة 2008.
بالإضافة إلى فصول التعاون الأربعة هذه، حدد وزراء الخارجية الثلاثة والأربعون المجتمعون في مرسيليا في نوفمبر 2008 ستة مشاريع محددة تستهدف تلبية الاحتياجات المعينة للمناطق الأورومتوسطية ومن شأنها زيادة بروز الشراكة:
- إزالة التلوث من البحر الأبيض المتوسط. يشمل هذا المشروع الموسع الكثير من المبادرات التي تستهدف الإدارة الحكومية الرشيدة، وإمكانية الحصول على المياه الصالحة للشرب، وإدارة المياه، والحد من التلوث، وحماية التنوع البيولوجي في البحر المتوسط.[10]
- الطرق البحرية والبرية السريعة. يهدف هذا المشروع إلى زيادة حركة السلع والأشخاص في عموم المنطقة الأورومتوسطية وتحسينها بالنهوض بموانئها وبناء الطرق السريعة والسكك الحديدية فيها. وعلى وجه التحديد، يشير إعلانا باريس ومرسيليا إلى إنشاء شبكة سكك حديدية وطرق برية عابرة للمغرب العربي تصل بين المغرب والجزائر وتونس.[10]
- الحماية المدنية. يهدف مشروع الحماية المدنية إلى زيادة الوقاية من كل من الكوارث الطبيعية والاصطناعية والاستعداد والتصدي لها. وأما الهدف النهائي فيتمثل في "الاقتراب تدريجياً بالبلدان المتوسطية الشريكة من آلية الحماية المدنية الأوروبية.[9]
- الطاقات البديلة: خطة الطاقة الشمسية المتوسطية. يهدف هذا المشروع إلى تشجيع إنتاج الطاقات المتجددة واستخدامها. وعلى نحو أكثر تحديداً، يهدف إلى تحويل البلدان المتوسطية الشريكة إلى منتجين للطاقة الشمسية ثم تداول الكهرباء الناتجة عبر المنطقة الأورومتوسطية.[10] وفي هذا الصدد، وقّع الاتحاد ومبادرة ديزرتيك الصناعية في مايو 2012 على مذكرة تفاهم للتعاون المستقبلي تضمنت وضع استراتيجيتيهما طويلتي الأجل: «خطة الطاقة الشمسية المتوسطية» و«الطاقة الصحراوية 2050». وبمناسبة التوقيع في مراكش، وصف الأمين العام للاتحاد الشراكة الجديدة بأنها «خطوة مهمة على طريق تنفيذ خطة الطاقة الشمسية المتوسطية».[11]
- التعليم العالي والبحث العلمي: الجامعة الأورومتوسطية. في يونيو 2008 افتتحت الجامعة الأورومتوسطية في سلوفينيا في بيران (سلوفينيا)، حيث تقدم برامج للدراسات العليا. كما دعا وزراء الخارجية المجتمعون في مرسيليا في عام 2008 أيضاً إلى إنشاء جامعة أورومتوسطية أخرى في مدينة فاس المغربية، وهي جامعة المغرب الأورومتوسطية.[9] وقد أُعلن قرار المضي قُدماً في إنشاء جامعة فاس في يونيو 2012.[12] وفي قمة باريس لسنة 2008، اتفق رؤساء الدول والحكومات الثلاثة والأربعون على أن هدف هذا المشروع تشجيع التعليم العالي والبحث العلمي في منطقة البحر المتوسط، وكذلك إنشاء «منطقة أورومتوسطية للتعليم العالي والعلوم والبحوث» في المستقبل.[4]
- مبادرة تنمية الأعمال المتوسطية. تهدف هذه المبادرة إلى تشجيع المشاريع الصغيرة والمتوسطة في البلدان المتوسطية الشريكة بـ «تقييم احتياجات هذه المشاريع وتحديد الحلول على صعيد السياسات وتزويد هذه الكيانات بالموارد على هيئة مساعدة فنية وأدوات مالية».[4]

### 2008–2010: السنوات الأولى
الترتيب لعقد قمة لرؤساء الدول والحكومات كل سنتين لتعزيز الحوار السياسي على أعلى المستويات. ووفقاً لإعلان باريس:
- يصدُر عن هذه القمة إعلان يتناول الوضع في المنطقة الأورومتوسطية والتحديات التي تواجهها، مع تقييم أعمال الشراكة والموافقة على برنامج عمل لمدة سنتين؛[13]
- ويلتقي وزراء الخارجية سنوياً لرصد تنفيذ الإعلان الصادر عن القمة وإعداد جدول أعمال القمم التالية؛[13]
- ويُختار البلد المضيف بتوافق الآراء على أن يكون هذا الاختيار بالتناوب بين الاتحاد الأوروبي والبلدان المتوسطية.[13]

انعقدت القمة الأولى في باريس في يوليو 2008. وكان ينبغي أن تنعقد القمة الثانية في بلد غير تابع للاتحاد الأوروبي في يوليو 2010، لكن البلدان الأورومتوسطية اتفقت بدلاً من ذلك على عقد القمة في برشلونة بتاريخ 7 يونيو 2010، برئاسة الرئاسة الإسبانية للاتحاد الأوروبي. غير أنه وفي 20 مايو، قررت الرئاسة المشتركة المصرية والفرنسية بالإضافة إلى إسبانيا إرجاء انعقاد القمة، وذلك في تحرّك وصفته ثلاثتها بأنه يهدف إلى إعطاء المزيد من الوقت للمحادثات غير المباشرة بين إسرائيل والسلطة الفلسطينية التي انطلقت ذلك الشهر. وأما وسائل الإعلام الإسبانية فألقت باللائمة في إرجاء القمة على التهديد العربي بمقاطعتها إذا حضر وزير الخارجية الإسرائيلي أفيغدور ليبرمان مؤتمر وزراء الخارجية السابق على القمة.
إبّان انعقاد قمة باريس، كانت فرنسا (التي كانت تتولى رئاسة الاتحاد الأوروبي) ومصر تتوليان الرئاسة المشتركة. ومنذ ذلك الحين عكفت فرنسا على إبرام اتفاقيات مع مختلف الرئاسات المناوبة للاتحاد الأوروبي (الجمهورية التشيكية والسويد وإسبانيا) بغية الاحتفاظ بالرئاسة بجانب مصر. وكان يُفترض أن تجدَّد الرئاسة المشتركة أثناء القمة الثانية للاتحاد من أجل المتوسط، لكن نظراً لإرجاء القمة مرتين، لم تسنح الفرصة لحسم البلدين اللذين سيتوليان الرئاسة المشتركة.
وكان الصراع بين تركيا وقبرص مسؤولاً عن تأخّر المصادقة على النظام الأساسي للأمانة العامة، الذي لم يتم إقراره إلا في مارس 2010، على الرغم من تحديد إعلان مرسيليا لشهر مايو 2009 كمهلة نهائية لشروع الأمانة العامة في ممارسة مهام عملها. وأثناء قمة باريس، وافق رؤساء الدول والحكومات على استحداث خمسة نواب للأمين العام يتولى مناصبهم مواطنون من اليونان وإسرائيل وإيطاليا ومالطة والسلطة الفلسطينية. وأسفرت رغبة تركيا في شغل أحد مناصب نائب الأمين العام ورفْض قبرص لهذا المطلب عن أشهر من المفاوضات ريثما وافقت قبرص في النهاية على استحداث منصب سادس لنائب الأمين العام يتولاه مواطن تركي.
يؤثّر الصراع العربي الإسرائيلي بعمق على الاتحاد من أجل المتوسط نظراً لخطورته. فنتيجة لصراع مسلح اشتعل بين إسرائيل وغزة في الفترة من ديسمبر 2008 إلى يناير 2009، رفضت المجموعة العربية حضور اجتماعات على مستوى رفيع، مما حال بالتالي دون انعقاد كافة الاجتماعات الوزارية المقرر انعقادها في النصف الأول من عام 2009. كما أسفر رفض وزراء الخارجية العرب التقاء نظيرهم الإسرائيلي أفيغدور ليبرمان عن إلغاء اجتماعين وزاريين لوزراء الخارجية في نوفمبر 2009 ويونيو 2010. وتأثرت اجتماعات الاتحاد القطاعية أيضاً بالأفعال الإسرائيلية المرتكبة ضد المدنيين الفلسطينيين تحت احتلالها. وفي الاجتماع الوزاري الأورومتوسطي حول المياه المنعقد في برشلونة في أبريل 2010، لم تُعتمد إستراتيجية المياه نتيجة خلاف مصطلحي على ما إذا كان يشار إلى الأرض التي يطالب بها الفلسطينيون والسوريون واللبنانيون كـ «أرض محتلة» أم «أرض تحت الاحتلال». وتبع ذلك إلغاء اجتماعين وزاريين آخرين، حول التعليم العالي والزراعة، بسبب الخلاف ذاته.
وبعد إرجاء أوليّ، أعلنت كل من فرنسا وإسبانيا عن نيتهما عقد محادثات سلام بين إسرائيل والسلطة الفلسطينية في إطار القمة المرجأة تحت رعاية الولايات المتحدة. وفي سبتمبر دُعي الرئيس الأمريكي باراك أوباما إلى القمة لهذا الغرض. وعلى حد وصف نيكولا ساركوزي، أتاحت هذه القمة، التي كان مقرراً آنذاك انعقادها في برشلونة في 21 نوفمبر 2010، «مناسبة لدعم المفاوضات».
ومع ذلك تعثرت محادثات السلام في مطلع نوفمبر 2010، ورهنت الرئاسة المشتركة المصرية عقد القمة بإيماءة من إسرائيل تفيد بأنها ستسمح باستئناف المفاوضات. ووفقاً لبعض الخبراء، قضى إعلان بنجامين نتنياهو عن إنشاء 300 وحدة سكنية جديدة في القدس الشرقية على كافة احتمالات الاحتفاء بعقد القمة في 21 نوفمبر. وفي 15 نوفمبر قررت الرئاستان المشتركتان وإسبانيا إرجاء القمة إلى أجل غير مسمى، بدعوى أن جمود عملية السلام في الشرق الأوسط سيعوق «المشاركة المُرضية»
بعد تباطؤه بسبب الوضع المالي والسياسي في عام 2009، تلقى الاتحاد من أجل المتوسط دفعة حاسمة في مارس 2010 باختتام المفاوضات حول تكوين أمانته العامة وافتتاحها الرسمي في 4 مارس 2010 في برشلونة في قصر بالاو دي بيدرالبيس بعد تجديده خصيصاً.
وفي سبتمبر 2010 صرّح سفير الاتحاد الأوروبي لدى المغرب، إنيكو لاندابورو، بأنه «لا يؤمن» بالاتحاد من أجل المتوسط، قائلاً إن الانقسام بين العرب «لا يسمح بتنفيذ سياسة أقاليمية قوية»، ويستدعي التخلي عن هذا المشروع الطموح المتضمن 43 بلداً والتركيز على العلاقات الثنائية.

#### 2011–الوقت الراهن
في 22 يونيو 2011، يمنح الاتحاد من أجل المتوسط ختمه لأول مشاريعه، وهو إنشاء محطة لتحلية المياه في غزة.
وفي 2012، صار لدى الاتحاد من أجل المتوسط إجمالاً 13 مشروعاً معتمداً من البلدان الثلاثة والأربعين في المجالات القطاعية: النقل والتعليم والمياه وشركات التنمية.
وفي يناير 2012، عُيّن الأمين العام يوسف العمراني وزيراً منتدباً لدى وزير الشؤون الخارجية والتعاون في حكومة عبد الإله بنكيران، فخلفه على المنصب الدبلوماسي المغربي فتح الله السجلماسي.
وفي عام 2013، يطلق الاتحاد من أجل المتوسط أوائل مشاريعه:
- 30 أبريل: الفتيات كرائدات أعمال[28]
- 28 مايو: حوكمة وتمويل قطاع المياه في منطقة البحر الأبيض المتوسط[29]
- 17 يونيو: أنشطة لوجيسميد التدريبية (في إطار برنامج تطوير شبكة من المنصات اللوجستية الأورومتوسطية)
- بين عامي 2013 و2017، عُقد اثنا عشر اجتماعاً قطاعياً، في حضور وزراء الدول أعضاء الاتحاد من أجل المتوسط، وهي:
- المؤتمر الوزاري للاتحاد من أجل المتوسط حول تعزيز دور المرأة في المجتمع - سبتمبر 2013
- المؤتمر الوزاري للاتحاد من أجل المتوسط حول النقل – نوفمبر 2013[30]
- المؤتمر الوزاري للاتحاد من أجل المتوسط حول الطاقة – ديسمبر 2013[31]
- المؤتمر الوزاري للاتحاد من أجل المتوسط حول التعاون الصناعي – فبراير 2014[32]
- المؤتمر الوزاري للاتحاد من أجل المتوسط حول تغير المناخ – مايو 2014[33]
- المؤتمر الوزاري للاتحاد من أجل المتوسط حول الاقتصاد الرقمي – سبتمبر 2014[34]
- المؤتمر الوزاري للاتحاد من أجل المتوسط حول الاقتصاد الأزرق – نوفمبر 2015[35]
- المؤتمر الوزاري للاتحاد من أجل المتوسط حول التعاون الإقليمي والتخطيط – يونيو 2016[36]
- المؤتمر الوزاري للاتحاد من أجل المتوسط حول العمل والعمال – سبتمبر 2016[37]
- المؤتمر الوزاري للاتحاد من أجل المتوسط حول الطاقة – ديسمبر 2016[38]
- المؤتمر الوزاري للاتحاد من أجل المتوسط حول المياه – أبريل 2017[39]
- المؤتمر الوزاري للاتحاد من أجل المتوسط حول التنمية الحضرية – مايو 2017[40]

في عام 2015، كان لدى الاتحاد من أجل المتوسط إجمالاً 37 مشروعاً يحمل ختمه[77] من بينها 19 مشروعاً في مرحلة التنفيذ.[AP2] وفي 18 نوفمبر 2015، اعتبر استعراض سياسة الجوار الأوروبية، الذي نشرته الدائرة الأوروبية للشؤون الخارجية والمفوضية الأوروبية وأكده المجلس الأوروبي في 14 ديسمبر، الاتحاد من أجل المتوسط قوة دافعة للتكامل والتعاون الإقليمي.[78]
وفي 26 نوفمبر 2015، وبمناسبة الذكرى السنوية العشرين لإعلان برشلونة، وبمبادرة من الرئاستين المشتركتين للاتحاد من أجل المتوسط، عقدت السيدة فيديريكا موغيريني، نائبة رئيس المفوضية الأوروبية والممثلة السامية للاتحاد الأوروبي للشؤون الخارجية والسياسة الأمنية، والسيد ناصر جودة، وزير الخارجية وشؤون المغتربين بالمملكة الأردنية الهاشمية، اجتماعاً غير رسمي لوزراء خارجية الاتحاد من أجل المتوسط في برشلونة لتجديد التزامهم السياسي بتطوير التعاون الإقليمي في إطار الاتحاد من أجل المتوسط.[79]
وفي 14 ديسمبر 2015 اعتمدت الجمعية العامة للأمم المتحدة القرار A/70/124 بمنح الاتحاد من أجل المتوسط صفة المراقب في الأمم المتحدة.[80]
وفي فبراير 2016، أتم مشروع «مهارات من أجل النجاح»، الذي يحمل ختم الاتحاد من أجل المتوسط، أنشطته التدريبية في الأردن والمغرب بنسب عالية من الإلحاق بالوظائف. وتقدر نسبة الخريجات اللاتي ألحقن بوظائف بـ 49 في المائة واللاتي ألحقن ببرامج للتدريب الداخلي بـ 6 في المائة من إجمالي عدد الباحثات عن عمل في الأردن والمغرب (115 خريجة).
وفي 12 مارس 2016، مُنح الاتحاد من أجل المتوسط شارة الشرف المرموقة من المجموعة الإسبانية للتنمية الأوروبية اعترافاً بقيمة عمله إعلاءً للقيم العالمية لحقوق الإنسان في منطقة البحر المتوسط.
وفي 2 يونيو 2016، عقد الاتحاد من أجل المتوسط أول اجتماعاته الوزارية حول التعاون الإقليمي والتخطيط بدعوة من يوهانس هان، العضو بالمفوضية الأوروبية، وعماد نجيب فاخوري، وزير التخطيط والتعاون الدولي الأردني،
حيث اعترف الوزراء بالحاجة إلى دفع عجلة التكامل الاقتصادي بين بلدان المنطقة كأحد سبل خلق الفرص الضرورية للنمو الشامل للجميع وإيجاد الوظائف، وسلطوا الضوء على الدور الحاسم الأهمية الذي يلعبه الاتحاد من أجل المتوسط في ذلك الصدد، مرحّبين بعمل الأمانة العامة للاتحاد للمساعدة على تيسير التقدم في التعاون والتكامل الإقليمي، بما في ذلك من خلال تقديم مشاريع على مستوى المنطقة.
في 18-19 يوليو 2016، شارك الاتحاد من أجل المتوسط بنشاط في مؤتمر الأطراف المتوسطي حول المناخ 2016، كشريك مؤسسي لمنطقة طنجة. وقد أتاح هذا المؤتمر منتدى لتقديم مختلف المبادرات والمشاريع المدعومة من الاتحاد التي تساعد على صياغة أجندة مناخية متوسطية، كإنشاء شبكة متوسطية للشباب العاملين في القضايا المناخية، واللجنة الإقليمية للتعاون في التمويل المناخي، بغية جعل تمويل المشاريع المناخية في المنطقة أكثر كفاءة؛ وتدشين جامعة الاتحاد من أجل المتوسط للطاقة بواسطة شنايدر إليكتريك.
وفي 10-11 أكتوبر 2016، نظمت الأمانة العامة للاتحاد من أجل المتوسط في برشلونة المؤتمر الرفيع المستوى الثالث للاتحاد حول تمكين المرأة، الذي جاء في أعقاب نسختي 2014 و2015 وتحضيراً للمؤتمر الوزاري الرابع للاتحاد حول تعزيز دور المرأة في المجتمع، المقرر عقده في أواخر 2017. أتاح المؤتمر منتدى للحوار الإقليمي شدد فيه 250 مشاركاً من أكثر من 30 بلداً على ضرورة الاستثمار في مساهمة النساء التي لا غنى عنها كاستجابة للتحديات المتوسطية الراهنة.
وفي 10-11 أكتوبر 2016، نظمت الأمانة العامة للاتحاد من أجل المتوسط في برشلونة المؤتمر الرفيع المستوى الثالث للاتحاد حول تمكين المرأة، الذي جاء في أعقاب نسختي 2014 و2015 وتحضيراً للمؤتمر الوزاري الرابع للاتحاد حول تعزيز دور المرأة في المجتمع، المقرر عقده في أواخر 2017. أتاح المؤتمر منتدى للحوار الإقليمي شدد فيه 250 مشاركاً من أكثر من 30 بلداً على ضرورة الاستثمار في مساهمة النساء التي لا غنى عنها كاستجابة للتحديات المتوسطية الراهنة".
في 1 نوفمبر 2016، أطلق الاتحاد من أجل المتوسط «البرنامج المتكامل لحماية بحيرة بنزرت من التلوث» رسمياً في بنزرت. تونس. أقيمت الفعالية بحضور يوسف الشاهد، رئيس الحكومة التونسية، وفيديريكا موغيريني، الممثلة السامية للشؤون الخارجية والسياسة الأمنية للاتحاد الأوروبي ونائبة رئيس المفوضية الأوروبية، وفتح الله السجلماسي، الأمين العام للاتحاد من أجل المتوسط. بميزانية إجمالية تزيد على 90 مليون يورو وفترة زمنية تزيد على 5 سنوات، سيساهم البرنامج في تنظيف بحيرة بنزرت في شمال تونس، وتحسين الأوضاع المعيشية للسكان المحيطين بها، والحد من مصادر التلوث الرئيسية التي تؤثر على البحر المتوسط بكامله. يحظى المشروع بمساندة مؤسسات مالية دولية كالمصرف الأوروبي للاستثمار والمفوضية الأوروبية والمصرف الأوروبي للإنشاء والتعمير.
في نوفمبر 2016، حصلت الأمانة العامة للاتحاد من أجل المتوسط رسمياً على صفة مراقب لاتفاقية الأمم المتحدة الإطارية بشأن تغير المناخ أثناء الدورة 22 لمؤتمر الأطراف، مع مشاركتها بنشاط من خلال تدشين مبادرات ومشاريع إقليمية محددة تهدف إلى المساعدة على تحقيق غايات اتفاق باريس في المنطقة الأورومتوسطية.
في 23 يناير 2017، أظهرت الدول أعضاء الاتحاد من أجل المتوسط التزاماً سياسياً قوياً بتعزيز التعاون الإقليمي في منطقة البحر المتوسط بالمصادقة على خارطة طريق الاتحاد من أجل العمل أثناء منتداه الإقليمي الثاني الذي عُقد في برشلونة في 23-24 يناير 2017 تحت شعار «منطقة البحر المتوسط قيد العمل: شباب من أجل الاستقرار والتنمية».
وتركز هذه الخارطة على مجالات العمل الأربعة التالية:
- تعزيز الحوار السياسي بين الدول الأعضاء في الاتحاد من أجل المتوسط؛
- ضمان مساهمة أنشطة الاتحاد من أجل المتوسط في الاستقرار الإقليمي والتنمية البشرية الإقليمية؛
- تقوية التكامل الإقليمي؛
- تعزيز قدرة الاتحاد من أجل المتوسط على العمل.

في 22 فبراير 2017، وقعت الأمانة العامة للاتحاد من أجل المتوسط والوكالة السويدية للتعاون الإنمائي الدولي اتفاقية مالية متعددة السنوات بقيمة 6.5 مليون يورو دعماً لأنشطة الاتحاد من أجل المتوسط سعياً إلى مزيد من التنمية المستدامة والشاملة للجميع في المنطقة.
في 10 أبريل 2017، اجتمع رؤساء دول وحكومات قبرص وفرنسا واليونان وإيطاليا ومالطة والبرتغال وإسبانيا في مدريد لحضور القمة الثالثة لدول جنوب الاتحاد الأوروبي، حيث أكدوا مجدداً دعمهم للاتحاد من أجل المتوسط، وشددوا على «دوره المحوري في تقوية التعاون الإقليمي في المنطقة الأورومتوسطية، وذلك كأحد مظاهر الملكية المشتركة في التعامل مع أجندتنا الموحدة بغية التصدي لتحدياتنا الراهنة بفعالية وبشكل جماعي».
في عام 2017، حصل 47 مشروعاً للتعاون الإقليمي تزيد قيمتها على 5.3 مليار يورو على ختم الاتحاد من أجل المتوسط بدعم الدول الأعضاء الـ 43 بالإجماع. بدأت وتيرة تنفيذ المشاريع تتسارع، مع تحقيق نتائج إيجابية على الأرض.

### المشاريع الإقليمية
يساند الاتحاد من أجل المتوسط، عن طريق منح ختمه، المشاريع التي تتصدى للتحديات الإقليمية المشتركة ذات الأثر المباشر على حياة المواطنين. ويضمن ختم الاتحاد الاعتراف بهذه المشاريع وبروزها على المستوى الإقليمي، كما يتيح لها إمكانية الحصول على فرص التمويل من خلال شبكة شركاء الاتحاد الماليين.
تكمن قيمة الاتحاد من أجل المتوسط المضافة الرئيسية في العلاقات البينية التي أُوجدت بين البعد المتعلق بالسياسات وترجمته العملياتية إلى مشاريع ملموسة على الأرض، وهو ما يرسخ بدوره تعريف السياسات ذات العلاقة من خلال نهج بين الأطراف ذات المصالح المتعددة/ الأطراف المعنية. يتبع إقرار المشاريع على الأرض مبدأ «السرعات المتفاوتة»، الذي يوفر درجة من المرونة يجوز بموجبها لعدد أصغر من البلدان أن يقرر، بموافقة الجميع، التعاون والمشاركة في المشاريع ذات الاهتمام المشترك.
في ديسمبر 2015، حصل 37 مشروعاً على ختم الاتحاد.[85] وحتى يوليو 2017، حصل أكثر من 45 مشروعاً على ختم الاتحاد:[86]

#### التنمية البشرية
في عام 2015، كان لدى الاتحاد من أجل المتوسط إجمالاً 37 مشروعاً يحمل ختمه من بينها 19 مشروعاً في مرحلة التنفيذ.[AP2] وفي 18 نوفمبر 2015، اعتبر استعراض سياسة الجوار الأوروبية، الذي نشرته الدائرة الأوروبية للشؤون الخارجية والمفوضية الأوروبية وأكده المجلس الأوروبي في 14 ديسمبر، الاتحاد من أجل المتوسط قوة دافعة للتكامل والتعاون الإقليمي.
وفي 26 نوفمبر 2015، وبمناسبة الذكرى السنوية العشرين لإعلان برشلونة، وبمبادرة من الرئاستين المشتركتين للاتحاد من أجل المتوسط، عقدت السيدة فيديريكا موغيريني، نائبة رئيس المفوضية الأوروبية والممثلة السامية للاتحاد الأوروبي للشؤون الخارجية والسياسة الأمنية، والسيد ناصر جودة، وزير الخارجية وشؤون المغتربين بالمملكة الأردنية الهاشمية، اجتماعاً غير رسمي لوزراء خارجية الاتحاد من أجل المتوسط في برشلونة لتجديد التزامهم السياسي بتطوير التعاون الإقليمي في إطار الاتحاد من أجل المتوسط.
وفي 14 ديسمبر 2015 اعتمدت الجمعية العامة للأمم المتحدة القرار A/70/124 بمنح الاتحاد من أجل المتوسط صفة المراقب في الأمم المتحدة.
وفي فبراير 2016، أتم مشروع «مهارات من أجل النجاح»، الذي يحمل ختم الاتحاد من أجل المتوسط، أنشطته التدريبية في الأردن والمغرب بنسب عالية من الإلحاق بالوظائف. وتقدر نسبة الخريجات اللاتي ألحقن بوظائف بـ 49 في المائة واللاتي ألحقن ببرامج للتدريب الداخلي بـ 6 في المائة من إجمالي عدد الباحثات عن عمل في الأردن والمغرب (115 خريجة)
وفي 12 مارس 2016، مُنح الاتحاد من أجل المتوسط شارة الشرف المرموقة من المجموعة الإسبانية للتنمية الأوروبية اعترافاً بقيمة عمله إعلاءً للقيم العالمية لحقوق الإنسان في منطقة البحر المتوسط.
وفي 2 يونيو 2016، عقد الاتحاد من أجل المتوسط أول اجتماعاته الوزارية حول التعاون الإقليمي والتخطيط بدعوة من يوهانس هان، العضو بالمفوضية الأوروبية، وعماد نجيب فاخوري، وزير التخطيط والتعاون الدولي الأردني،
حيث اعترف الوزراء بالحاجة إلى دفع عجلة التكامل الاقتصادي بين بلدان المنطقة كأحد سبل خلق الفرص الضرورية للنمو الشامل للجميع وإيجاد الوظائف، وسلطوا الضوء على الدور الحاسم الأهمية الذي يلعبه الاتحاد من أجل المتوسط في ذلك الصدد، مرحّبين بعمل الأمانة العامة للاتحاد للمساعدة على تيسير التقدم في التعاون والتكامل الإقليمي، بما في ذلك من خلال تقديم مشاريع على مستوى المنطقة.
في 18-19 يوليو 2016، شارك الاتحاد من أجل المتوسط بنشاط في مؤتمر الأطراف المتوسطي حول المناخ 2016، كشريك مؤسسي لمنطقة طنجة. وقد أتاح هذا المؤتمر منتدى لتقديم مختلف المبادرات والمشاريع المدعومة من الاتحاد التي تساعد على صياغة أجندة مناخية متوسطية، كإنشاء شبكة متوسطية للشباب العاملين في القضايا المناخية، واللجنة الإقليمية للتعاون في التمويل المناخي، بغية جعل تمويل المشاريع المناخية في المنطقة أكثر كفاءة؛ وتدشين جامعة الاتحاد من أجل المتوسط للطاقة بواسطة شنايدر إليكتريك.
وفي 10-11 أكتوبر 2016، نظمت الأمانة العامة للاتحاد من أجل المتوسط في برشلونة المؤتمر الرفيع المستوى الثالث للاتحاد حول تمكين المرأة، الذي جاء في أعقاب نسختي 2014 و2015 وتحضيراً للمؤتمر الوزاري الرابع للاتحاد حول تعزيز دور المرأة في المجتمع، المقرر عقده في أواخر 2017. أتاح المؤتمر منتدى للحوار الإقليمي شدد فيه 250 مشاركاً من أكثر من 30 بلداً على ضرورة الاستثمار في مساهمة النساء التي لا غنى عنها كاستجابة للتحديات المتوسطية الراهنة.
وأُعد تقرير بناء على الطلب الذي تضمنه إعلان باريس الوزاري الصادر عن الاتحاد حول تقوية دور المرأة في المجتمع. وكان الطلب يتمثل في «إنشاء آلية متابعة فعالة كمنتدى أورومتوسطي وضمان الحوار الفعال حول السياسات والتشريعات المتعلقة بالمرأة وتنفيذها».
في 1 نوفمبر 2016، أطلق الاتحاد من أجل المتوسط «البرنامج المتكامل لحماية بحيرة بنزرت من التلوث» رسمياً في بنزرت. تونس. أقيمت الفعالية بحضور يوسف الشاهد، رئيس الحكومة التونسية، وفيديريكا موغيريني، الممثلة السامية للشؤون الخارجية والسياسة الأمنية للاتحاد الأوروبي ونائبة رئيس المفوضية الأوروبية، وفتح الله السجلماسي، الأمين العام للاتحاد من أجل المتوسط. بميزانية إجمالية تزيد على 90 مليون يورو وفترة زمنية تزيد على 5 سنوات، سيساهم البرنامج في تنظيف بحيرة بنزرت في شمال تونس، وتحسين الأوضاع المعيشية للسكان المحيطين بها، والحد من مصادر التلوث الرئيسية التي تؤثر على البحر المتوسط بكامله. يحظى المشروع بمساندة مؤسسات مالية دولية كالمصرف الأوروبي للاستثمار والمفوضية الأوروبية والمصرف الأوروبي للإنشاء والتعمير.
في نوفمبر 2016، حصلت الأمانة العامة للاتحاد من أجل المتوسط رسمياً على صفة مراقب لاتفاقية الأمم المتحدة الإطارية بشأن تغير المناخ أثناء الدورة 22 لمؤتمر الأطراف، مع مشاركتها بنشاط من خلال تدشين مبادرات ومشاريع إقليمية محددة تهدف إلى المساعدة على تحقيق غايات اتفاق باريس في المنطقة الأورومتوسطية.
في 23 يناير 2017، أظهرت الدول أعضاء الاتحاد من أجل المتوسط التزاماً سياسياً قوياً بتعزيز التعاون الإقليمي في منطقة البحر المتوسط بالمصادقة على خارطة طريق الاتحاد من أجل العمل أثناء منتداه الإقليمي الثاني الذي عُقد في برشلونة في 23-24 يناير 2017 تحت شعار «منطقة البحر المتوسط قيد العمل: شباب من أجل الاستقرار والتنمية».
وتركز هذه الخارطة على مجالات العمل الأربعة التالية:
- تعزيز الحوار السياسي بين الدول الأعضاء في الاتحاد من أجل المتوسط؛
- ضمان مساهمة أنشطة الاتحاد من أجل المتوسط في الاستقرار الإقليمي والتنمية البشرية الإقليمية؛
- تقوية التكامل الإقليمي؛
- تعزيز قدرة الاتحاد من أجل المتوسط على العمل.

في 22 فبراير 2017، وقعت الأمانة العامة للاتحاد من أجل المتوسط والوكالة السويدية للتعاون الإنمائي الدولي اتفاقية مالية متعددة السنوات بقيمة 6.5 مليون يورو دعماً لأنشطة الاتحاد من أجل المتوسط سعياً إلى مزيد من التنمية المستدامة والشاملة للجميع في المنطقة.
في 10 أبريل 2017، اجتمع رؤساء دول وحكومات قبرص وفرنسا واليونان وإيطاليا ومالطة والبرتغال وإسبانيا في مدريد لحضور القمة الثالثة لدول جنوب الاتحاد الأوروبي، حيث أكدوا مجدداً دعمهم للاتحاد من أجل المتوسط، وشددوا على «دوره المحوري في تقوية التعاون الإقليمي في المنطقة الأورومتوسطية، وذلك كأحد مظاهر الملكية المشتركة في التعامل مع أجندتنا الموحدة بغية التصدي لتحدياتنا الراهنة بفعالية وبشكل جماعي».
في عام 2017، حصل 47 مشروعاً للتعاون الإقليمي تزيد قيمتها على 5.3 مليار يورو على ختم الاتحاد من أجل المتوسط بدعم الدول الأعضاء الـ 43 بالإجماع. بدأت وتيرة تنفيذ المشاريع تتسارع، مع تحقيق نتائج إيجابية على الأرض.

## أهداف ومشاريع محددة
يكمن الهدف الرئيسي للاتحاد من أجل المتوسط في تعزيز التعاون والتكامل في المنطقة الأورومتوسطية من خلال الحوار الإقليمي وتنفيذ مشاريع محددة وهيكلية لصالح المنطقة. وتتبع المشاريع التي يساندها الاتحاد من أجل المتوسط مبدأ «السرعات المتفاوتة»، الذي يسمح لكل بلد بالمشاركة في المشاريع المتفق عليها، عندما يرغب في ذلك.

### الحوار الإقليمي
يتمم الاتحاد من أجل المتوسط العمل الثنائي لسياسة الجوار الأوروبية التي وُضعت في عام 2004 والسياسات الإنمائية لدوله الأعضاء، مما يساعد على بلورة أجندة متوسطية مشتركة لا يقتصر أثرها على وضع البلد المعين فحسب، بل يمتد إلى التكامل الإقليمي ككل.
يعمل الاتحاد من أجل المتوسط بأعضائه الثلاثة والأربعين كمنصة محورية لرسم الأولويات الإقليمية وتبادل الخبرات ذات الصلة بالتحديات الرئيسية التي تواجه المنطقة.
وتنفذ الأمانة العامة للاتحاد من أجل المتوسط القرارات المتخذة على مستوى سياسي من خلال منتديات الحوارات القطاعية دون الإقليمية وأنشطة المتابعة، وبالتالي تفي بالالتزامات الوزارية وتقدم المبادرات بغية تعزيز التعاون الإقليمي.
وينفَّذ العمل على تحقيق هذا الهدف بالاشتراك مع منظمات ومنتديات تعاون إقليمية أخرى (الجامعة العربية واتحاد المغرب العربي) وبجانب منتديات التعاون دون الإقليمية كحوار 5+5، الذي يعمل معه الاتحاد بنشاط.
تضمنت منتديات الحوارات الإقليمية المنظمة أكثر من 20 ألف صاحب مصلحة من عموم المتوسط، من ضمنهم برلمانيون وممثلون من المنظمات الدولية والمنظمات غير الحكومية ومنظمات المجتمع المدني والمؤسسات المالية الدولية والوكالات الإنمائية وقطاع الصناعة والقطاع الخاص والجامعات ومراكز الفكر.
منذ عام 2013، وتحت الرئاسة المشتركة التي يتولاها الاتحاد الأوروبي والأردن، عُقد 12 اجتماعاً وزارياً حول قطاعات مهمة من الأجندة المتوسطية:
المؤتمر الوزاري حول تعزيز دور المرأة في المجتمع، باريس، 12 سبتمبر 2013
المؤتمر الوزاري حول النقل، بروكسل، 14 نوفمبر 2013
المؤتمر الوزاري حول الطاقة، بروكسل، 11 ديسمبر 2013
المؤتمر الوزاري حول التعاون الصناعي، بروكسل، 19-20 فبراير 2014
المؤتمر الوزاري حول البيئة وتغير المناخ، أثينا، 12-13 مايو 2014
المؤتمر الوزاري حول الاقتصاد الرقمي، بروكسل، 30 سبتمبر 2014
المؤتمر الوزاري حول الاقتصاد الأزرق، بروكسل، 17 نوفمبر 2015
المؤتمر الوزاري حول التعاون الإقليمي والتخطيط، البحر الميت، الأردن، 2 يونيو 2016
المؤتمر الوزاري حول العمل والعمال، البحر الميت، الأردن، 26 سبتمبر 2016
المؤتمر الوزاري حول الطاقة، روما، 1 ديسمبر 2016
المؤتمر الوزاري حول المياه، فاليتا، مالطة، 27 أبريل 2017
المؤتمر الوزاري حول التنمية الحضرية، القاهرة، 22 مايو 2017

## السياق التاريخي

### التأسيس
انطلقت في عام 2007 مفاوضات مكثفة بين الدول، بدعم من فرنسا، التي رغبت في إحياء الشراكة الأورومتوسطية التي تأسست عام 1995، بغرض تجديد مسار هذه الشراكة، وانتهت المفاوضات بالتوصل إلى اتفاق في مجلس الاتحاد الأوروبي ما بين 13 و14 مايو (أيار) 2008.
وتأسس الاتحاد من أجل المتوسط، رسمياً، في 13 يوليو (تموز) 2008 في باريس، أثناء توقيع الإعلان المشترك لقمة باريس من أجل المتوسط الذي كان يُعرف سابقاً باسم «عملية برشلونة: اتحاد من أجل المتوسط».
شارك رؤساء دول وحكومات 43 دولة – من بينها الدول السبع والعشرين الأعضاء في الاتحاد الأوروبي وست عشر دولة من جنوب وشرق البحر الأبيض المتوسط، بينهم رؤساء مصر وسوريا والجزائر وتونس ولبنان وتركيا – في القمة، بدعوة من رئاسة مجلس الاتحاد الأوروبي، التي كانت تتولاها الجمهورية الفرنسية برئاسة نيكولا ساركوزي، الذي حاول جاهداً عقد اجتماع كل بلدان البحر الأبيض المتوسط للمرة الأولى.
كما حضر القمة القادة الرسميون للاتحاد الأوروبي، والبرلمان الأوروبي، والمفوضية الأوروبية ممثلة برئيسها خوسيه مانويل باروسو، ومنظمة الأمم المتحدة ممثلة بأمينها بان كي مون، ومجلس التعاون الخليجي، وجامعة الدول العربية ممثلة بأمينها عمرو موسى، والاتحاد الأفريقي، واتحاد المغرب العربي، ومنظمة المؤتمر الإسلامي، وبنك التنمية الأفريقي، وبنك الاستثمار الأوروبي، والبنك الدولي، وتحالف الحضارات ومؤسسة آنا ليند. في حين لم يحضر القمة العقيد الليبي معمر القذافي والملك المغربي محمد السادس الذي أوفد شقيقه رشيد بن الحسن مندوبا عنه.
وجعل إعلان باريس من الاتحاد من أجل المتوسط المستفيد من مكتسبات عملية برشلونة، إذ يؤكد من جديد على أهداف السلام والاستقرار والأمن المعلنة في عام 1995. وتعهد محررو الوثيقة بالعمل على جعل الشرق الأوسط منطقة خالية من أسلحة الدمار الشامل، وشددوا على التزامهم بمحاربة الهجرة غير القانونية والتصدي لما سموه «الإرهاب بكل أشكاله». وعبر البيان الختامي عن الرفض المطلق "لمحاولات إلصاق الإرهاب بأي دين أو أي ثقافة مهما كانت", وأنيطت بالاتحاد من أجل المتوسط ست أولويات رئيسية، وهي: مكافحة تلوث البحر المتوسط، وتحسين طرق النقل البرية والبحرية، والحماية المدنية، والتعليم العالي والبحث العلمي، ودعم الشركات الصغيرة والمتوسطة ومشاريع الطاقة البديلة.

### السنوات الأولى
أعيدت تسمية المنظمة باسم «الاتحاد من أجل المتوسط» أثناء الاجتماع الأول لوزراء خارجية الدول الثلاث والأربعين، الذي انعقد في مرسيليا ما بين 3 و4 نوفمبر (تشرين الثاني) 2008. واختتم الاجتماع بإعلان مشترك جديد، يكمل إعلان باريس، لا سيما من خلال تحديد الهيكل المؤسسي ومبادئ عمل الاتحاد من أجل المتوسط.
وأرسيت دعائم رئاسة دورية مشتركة، تضم عضواً من الاتحاد الأوروبي وعضواً من بلد متوسطي شريك. وبدأت فرنسا ومصر هذه الرئاسة المشتركة. وتحققت إمكانية مشاركة جامعة الدول العربية في جميع اجتماعات الاتحاد من أجل المتوسط. وكذلك، أنشئت أمانة للاتحاد ذات هيكل قانوني مستقل، وتتمتع بوضع مستقل، وحدد مقرها في برشلونة.
بعد تباطؤ عمل الاتحاد من أجل المتوسط بسبب الوضع الاقتصادي والسياسي في عام 2009، عرف انطلاقة مرحلة جديدة حاسمة في مارس (آذار) 2010 مع اختتام المفاوضات بشأن إنشاء الأمانة العامة وتدشينها رسمياً، في 4 مارس (آذار) 2010 ببرشلونة، في قصر بيدرالبيس الذي شهد عملية تجديد بهذه المناسبة.
في 22 يونيو (حزيران) 2011، أقرّ الاتحاد من أجل المتوسط أولى مشاريعه، المتمثلة في إنشاء محطة لتحلية مياه البحر في قطاع غزة  والتي بدأ العمل فيها في حزيران 2016.

### 2012
في عام 2012، اعتمدت دول الاتحاد من أجل المتوسط سبعة مشاريع جديدة، وذلك بزيادة عدد المشاريع التي اعتمدها الاتحاد من أجل المتوسط إلى خمسة وثلاثين مشروعاً في المجالات القطاعية للنقل، والتعليم، والمياه وتطوير الأعمال. في يناير (كانون الثاني) 2012، عُيّن الأمين العام للاتحاد من أجل المتوسط، المغربي يوسف العمراني ، وزيراً منتدباً لدي وزير الشؤون الخارجية والتعاون في حكومة بنكيران. وحل مكانه في منصب الأمين العام للاتحاد من أجل المتوسط مواطنه، الدبلوماسي فتح الله السجلماسي.
في عام 2013، أطلق الاتحاد من أجل المتوسط عدة مشاريع:
- 30 أبريل (نيسان): الفتيات كرائدات أعمال [74]
- 28 مايو (أيار): حوكمة وتمويل قطاع المياه في البحر الأبيض المتوسط [75]
- 17 يونيو (حزيران): برامج تدريب لوجيسميد [76]

بين عامي 2013 و 2015 عقدت 7 اجتماعات وزارية قطاعية:
- تقوية دور المرأة في المجتمع – سبتمبر (أيلول) 2013 [77]
- النقل – نوفمبر (تشرين الثاني) 2013 [78]
- الطاقة – ديسمبر (كانون الأول) 2013 [79]
- التعاون الصناعي – فبراير (شباط) 2014 [80]
- البيئة وتغير المناخ – مايو (أيار) 2014 [81]
- الاقتصاد الرقمي – سبتمبر (أيلول) 2014 [82]
- الاقتصاد الأزرق – نوفمبر (تشرين الثاني) 2015 [82]

عقد المؤتمر الوزاري الثالث حول تعزيز دور المرأة في المجتمع، في سبتمبر (أيلول) 2013، في باريس. وضم المؤتمر وزراءً من الدول 43 الأعضاء في الاتحاد من أجل المتوسط مكلفون بحقوق المرأة والمساواة بين المرأة والرجل  وفي 14 نوفمبر (تشرين الثاني) 2013، اجتمع وزراء النقل من 43 دولة من الاتحاد من أجل المتوسط في بروكسل بمناسبة المؤتمر الوزاري للاتحاد من أجل المتوسط حول النقل. بحلول عام 2015، كان قد تم اعتماد ما مجموعه 37 مشروعاً، منها 19 في مرحلة التنفيذ.
في 16 يناير (كانون الثاني) 2015، عند افتتاح منتدى "تجديد أوجه النهضة في العالم العربي"  في معهد العالم العربي  ذكر فرانسوا هولاند في خطابه محنة اللاجئين في أوروبا، وشدد «الاستفادة بشكل أكبر من المؤسسات القائمة، مثل الاتحاد من أجل المتوسط.» وفي 21 يناير (كانون الثاني) 2015، أكد العاهل الإسباني فيليب السادس من جديد التزامه بالاتحاد من أجل المتوسط وصرح بما يلي: «سوف يحتل شمال أفريقيا والمغرب العربي على وجه الخصوص أولوية دائمة في سياستنا الخارجية. ومن هنا تأتي أهمية جهودنا الرامية إلى تعزيز العلاقات الثنائية ومشاركتنا الفعالة في منتديات، مثل الاتحاد من أجل المتوسط أو قمة الحوار 5 + 5».
في 5 يونيو (حزيران) 2015، جددت كل من إسبانيا والمغرب «التزامهما الكامل تجاه الاتحاد من أجل المتوسط، باعتباره إطارا ملائما لشراكة قوية ومتضامنة بين ضفتي البحر الأبيض المتوسط» وفي 29 مايو (أيار) 2015، رحبت كل من البرتغال وتونس «بدور الاتحاد من أجل المتوسط في العلاقات الأورومتوسطية»، ودعتا إلى تعزيز دوره وقدرته المالية، وفي 18 نوفمبر (تشرين الثاني) 2015، وضعت مراجعة سياسة الجوار الأوروبية، التي نشرتها الدائرة الأوروبية للشؤون الخارجية والمفوضية الأوروبية وأكدها المجلس الأوروبي في 14 ديسمبر (كانون الأول)، الاتحاد من أجل المتوسط باعتباره قوة دافعة للتكامل والتعاون الإقليمي.
وبمناسبة الذكرى العشرين لإعلان برشلونة، في 26 نوفمبر (تشرين الثاني) 2015، وبمبادرة من الرئيسين المشتركين للاتحاد من أجل المتوسط، فيديريكا موجيريني (نائب رئيس المفوضية الأوروبية والممثلة السامية للاتحاد الأوروبي للسياسة الخارجية والأمنية) وناصر جودة (وزير خارجية المملكة الأردنية الهاشمية)، عقد اجتماع غير رسمي لوزراء خارجية دول الاتحاد من أجل المتوسط في برشلونة، جددوا خلاله التزامهم السياسي بتنمية التعاون الإقليمي في إطار الاتحاد من أجل المتوسط.
في 14 ديسمبر (كانون الأول) 2015، اعتمدت الجمعية العامة للأمم المتحدة القرار A/70/124 الذي تمنح بموجبه للاتحاد من أجل المتوسط صفة مراقب فيها، وصادق كبار المسئولين في الدول الأعضاء في الاتحاد من أجل المتوسط، بمناسبة اجتماعهم الأول في عام 2016، على أربعة مشاريع إقليمية جديدة في مجالات النمو الشامل، والتنمية المستدامة وتمكين المرأة.
بحلول عام 2016، كان قد تم اعتماد ما مجموعه خمسة وأربعين مشروعاً بقيمة تزيد عن خمسة مليارات يورو، منها اثنان وعشرون مشروعا في مرحلة التنفيذ.

## طريقة عمل الاتحاد من أجل المتوسط

### الرئاسة المشتركة

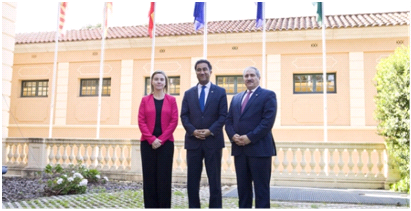
الرئيسان المشتركان للاتحاد من أجل المتوسط، السيدة فيديريكا موجيريني، الممثلة السامية للاتحاد الأوروبي للسياسة الخارجية والأمنية، والسيد ناصر جودة، وزير خارجية المملكة الأردنية الهاشمية، جنباً إلى جنب مع الأمين العام للاتحاد من أجل المتوسط، السيد فتح الله السجلماسي.

تأسس مبدأ الرئاسة المشتركة المتساوي بين الشمال والجنوب للاتحاد من أجل المتوسط خلال قمة باريس التي عقدت في 13 يوليو (تموز) 2008. وهو جزء من التدابير الرامية إلى تعزيز المسؤولية المشتركة وضمان التماثل في الحقوق بين ضفتي البحر الأبيض المتوسط، وينطبق هذا المبدأ على جميع المستويات: قمم رؤساء الدول والحكومات، والاجتماعات الوزارية، واجتماعات للممثلين رفيعي المستوى في الاتحاد من أجل المتوسط. وتقرر أن تنعقد قمة الاتحاد كل سنتين على أن يحتضنها بالتناوب بلد من الاتحاد الأوروبي ودولة متوسطية من خارجه، فيما سيكون اجتماع وزراء خارجية الاتحاد المتوسطي سنويا.
وفي الفترة الممتدة بين عامي 2008 و2012، اضطلعت فرنسا ومصر بالرئاسة المشتركة للاتحاد من أجل المتوسط. ومنذ صدور قرار مجلس وزراء خارجية الاتحاد الأوروبي يوم 27 فبراير (شباط) 2012، أصبح الاتحاد الأوروبي يشغل رئاسة دول الشمال الأعضاء في الاتحاد من أجل المتوسط. وتضطلع الأردن، منذ يونيو (حزيران) 2012، برئاسة دول الجنوب الأعضاء في الاتحاد، وقد تم تمديد رئاسة الأردن لمدة سنتين ابتداء من سبتمبر (أيلول) 2014.
| رئاسة دول الشمال الأعضاء في الاتحاد من أجل المتوسط | رئاسة دول الجنوب الأعضاء في الاتحاد من أجل المتوسط |
| -------------------------------------------------- | -------------------------------------------------- |
| - فرنسا (يوليو (تموز) 2008 – مارس (آذار) 2012)     | - مصر (يوليو (تموز) 2008 – يونيو (حزيران) 2012)    |
| - الاتحاد الأوروبي (مارس (آذار) 2012 – حتى الآن)   | - الأردن (يونيو (حزيران) 2012 – حتى الآن)          |

### كبار المسؤولين بالاتحاد من أجل المتوسط

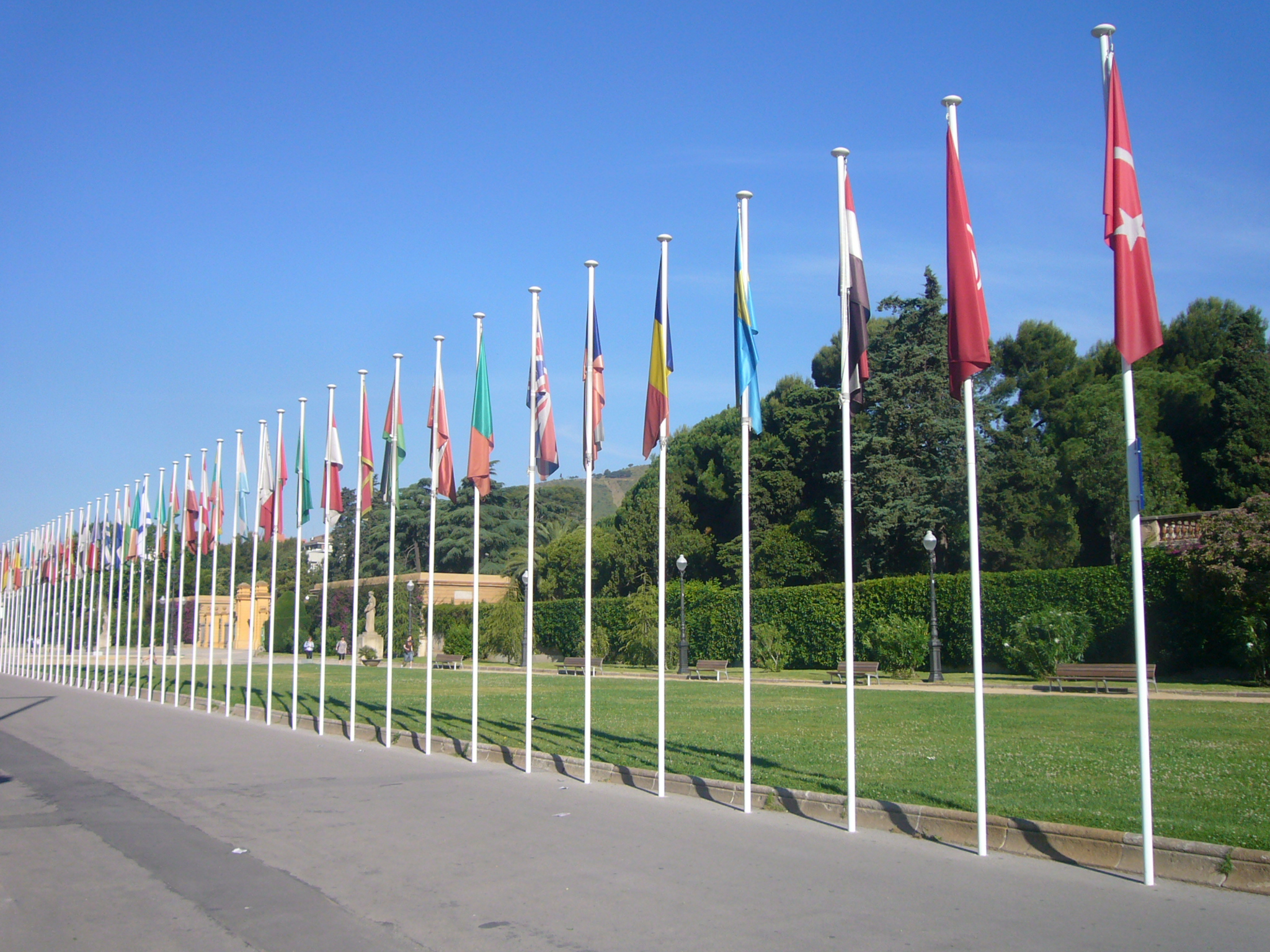
أعلام الدول الأعضاء في الاتحاد من أجل المتوسط، أمام قصر بيدرالبيس في برشلونة

يتكون اجتماع كبار المسؤولين بالاتحاد من أجل المتوسط من السفراء، وكبار الموظفين في الخارجية الذين تعينهم الدول الثلاث والأربعون في الاتحاد من أجل المتوسط بصفة فردية، ويعقد عدة مرات في السنة، على فترات منتظمة، في مقر الأمانة العامة للاتحاد من أجل المتوسط في برشلونة أو في إحدى دول الاتحاد من أجل المتوسط. ويتمثل دوره في مناقشة القضايا الإقليمية، وتوجيه السياسات وإجراءات المنظمة واعتماد المشاريع المعروضة عليه. ولكل دولة صوت مماثل ويتخذ قراراته بالإجماع، وإلى جانب هذه الاجتماعات واللقاءات، يعقد الاتحاد من أجل المتوسط لقاءات أخرى، خاصة الاجتماعات الوزارية التي تحدد جدول الأعمال المتوسطي حول قضايا محددة، مثل البيئة، وتغير المناخ، والاقتصاد الرقمي، ودور المرأة في المجتمع، والنقل والصناعة.

### الأمانة العامة للاتحاد من أجل المتوسط
بناء على إعلاني باريس ومرسيليا، تم إقرار النظام الأساسي المعتمد لتحديد مدة ولاية الأمانة العامة للاتحاد من أجل المتوسط وعملها في 3 مارس (أذار) 2010. تضطلع الأمانة العامة للاتحاد من أجل المتوسط بمهمة تتبع عمل الاجتماعات الوزارية القطاعية وتشجع، بناءً على طلب من الدول، مختلف منصات الحوار الإقليمية. ويبني الاتحاد شراكات مالية لتنفيذ المشاريع، بالاعتماد على المؤسسات المالية الدولية، والتمويلات الثنائية وزيادة مشاركة القطاع الخاص. (Reference) ويتولى إدارة الأمانة العامة للاتحاد من أجل المتوسط الأمين العام للاتحاد من أجل المتوسط.
في بداية شهر نوفمبر (تشرين الثاني) 2008، عقد اجتماع وزاري في مرسيليا. وانبثق منه اتفاق على جعل مقر الاتحاد من أجل المتوسط في برشلونة، أي في إسبانيا. وبالنظر لتواجد مقر الاتحاد في دولة تقع في شمال المتوسط، فإن منصب الأمانة العامة له تؤول إلى دولة تقع في جنوبه (ويشغل هذا المنصب حالياً الدبلوماسي المغربي فتح الله السجلماسي). ويساعد الأمين العام ستة مساعدين: ثلاثة أوروبيين وثلاثة من الجنوب.
قائمة الأمناء العامون للاتحاد من أجل المتوسط:

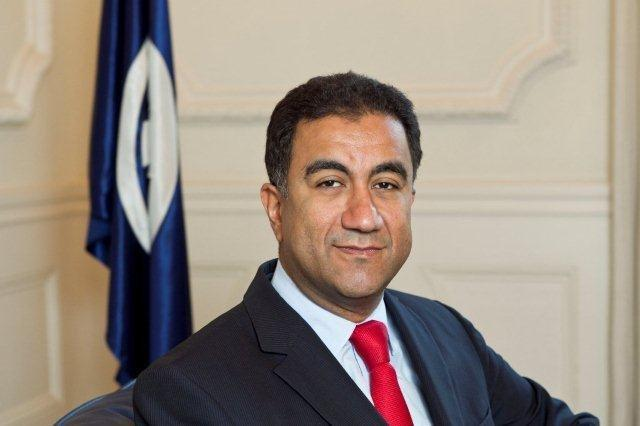
فتح الله السجلماسي، الأمين العام للاتحاد من أجل المتوسط. (Reference)

- أحمد مساعدة (الأردن): مارس (آذار) 2010 – فبراير (شباط) 2011 [99]
- يوسف العمراني (المغرب): يوليو (حزيران) 2011 – يناير (كانون الثاني) 2012 [100]
- فتح الله السجلماسي (المغرب): مارس (آذار) 2012 – حتى الآن (أعيد انتخابه في ديسمبر (كانون الأول) لعام 2014)،[101] ونائب الأمين العام هو شداد العتيلي (فلسطين) الذي تولى منذ 28 أكتوبر 2013 وحتى 15 سبتمبر 2015.[102]

في عام 2016، كان لدى الاتحاد من أجل المتوسط أمانة عامة عاملة تتكون من خمسة وستين شخصاً يمثلون ما يقرب من ثلاث وعشرين جنسية مختلفة، بما في ذلك الوجود الدائم لمسؤولين كبار منتدبين من المفوضية الأوروبية، وبنك الاستثمار الأوروبي، والبنك الأوروبي لإعادة الإعمار و التنمية وصندوق الودائع والأمانات 

## الأهداف والإنجازات الرئيسية
يتمثل الهدف الرئيسي للاتحاد من أجل المتوسط في تعزيز التعاون والتكامل في المنطقة الأورومتوسطية، وكذا الحوار الإقليمي وتنفيذ المشاريع الملموسة والبناءة في المنطقة. وتلتزم المشاريع التي يدعمها الاتحاد من أجل المتوسط بمبدأ السرعات المتفاوتة التي تسمح لكل دولة، حسب أولوياتها، بالمشاركة، حينما ترغب في ذلك، في المشاريع المعتمدة التي يمكن أن تؤثر عليها.

### الحوارالإقليمي

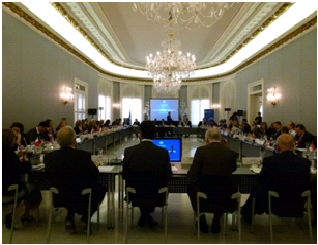

يتدخل الاتحاد من أجل المتوسط كذلك في سياسة الجوار الأوروبية  التي وضعت في عام 2004 وسياسات التنمية الوطنية لدول الاتحاد من أجل المتوسط، عن طريق تشجيع تحقيق مشاريع مشتركة في جميع أنحاء البحر الأبيض المتوسط من خلال تنظيم اجتماعات دورية بين الدول الثلاثة والأربعين الأعضاء، ويلعب دور منصة مركزية لصياغة الأولويات الإقليمية وتبادل الخبرات حول التحديات الرئيسية التي تواجه المنطقة، ويتمحور السعي لتحقيق هذا الهدف مع عمل المنظمات الإقليمية الأخرى ومنتديات التعاون المعنية (جامعة الدول العربية، اتحاد المغرب العربي)، والتكامل مع الحوارات الإقليمية الفرعية للتعاون مثل قمم الحوارات 5 + 5 التي يشارك فيها الاتحاد من أجل المتوسط بنشاط.
عقد الاتحاد من أجل المتوسط العديد من الاجتماعات الوزارية القطاعية بين الدول الثلاثة والأربعين الأعضاء في الاتحاد منذ إطلاقه في عام 2008، بما في ذلك سبع اجتماعات بين 2013 و 2015 (تقوية دور المرأة في المجتمع – سبتمبر (أيلول) 2013, النقل – نوفمبر (تشرين الثاني) 2013, الطاقة – ديسمبر (كانون الأول) 2013, التعاون الصناعي – فبراير (شباط) 2014, البيئة وتغير المناخ – مايو (أيار) 2014, الاقتصاد الرقمي – سبتمبر (أيلول) 2014, الاقتصاد الأزرق – نوفمبر (تشرين الثاني) 2015 ), وفي مارس (آذار) 2015، وصف المؤتمر البرلماني الدولي للسياسة الخارجية والأمن المشترك والسياسة الأمنية والدفاع المشترك في استنتاجات نهائية له أن الاتحاد من أجل المتوسط «أكثر المنتديات فعالية والأكبر من حيث تعدد الأطراف في المنطقة».

### المشاريع الإقليمية
يدعم الاتحاد من أجل المتوسط، من خلال عملية الاعتماد، المشاريع التي تعالج التحديات الإقليمية المشتركة التي يمكن أن تؤثر مباشرة على حياة المواطنين. ويضمن الاعتماد للمشاريع المختارة اعترافاً إقليمياً ويسلط عليها الضوء، ويمنحها كذلك فرصة الحصول على التمويل من خلال شبكة من الشركاء الماليين للاتحاد من أجل المتوسط.

#### توظيف الشباب والنمو الشامل
اعتمدت الأمانة العامة للاتحاد من أجل المتوسط ثلاثة عشر مشروعاً للتصدي لتحديات توظيف الشباب والنمو الشامل. وبمقتضى الأمر السياسي  (لا سيما المؤتمرات الوزارية بشأن التعاون الصناعي والاقتصاد الرقمي) والأولويات المعبر عنها في الحوارات الإقليمية، فإن هذه المشاريع تستهدف ما يقرب من مئتي ألف من المستفيدين، معظمهم من الشباب، ويشمل أكثر من ألف من شركات القطاع الخاص الصغيرة والمتوسطة، وبعد التشاور مع الأطراف المعنية، أطلق الاتحاد من أجل المتوسط في عام 2013 مبادرة إطار إقليمية (المبادرة المتوسطية للتوظيف (Med4Jobs)) التي تحدد أولويات العمل من حيث التوظيف، وخدمات الوساطة وخلق فرص العمل في المنطقة، وبموجبها هناك مشاريع محددة قيد التطوير، وفي 26 نوفمبر (تشرين الثاني) 2014، وقع الاتحاد من أجل المتوسط اتفاقاً «لتعزيز مشاركة القطاع الخاص في التنمية الاقتصادية والاجتماعية في منطقة البحر الأبيض المتوسط» مع جمعية غرف التجارة والصناعة للبحر الأبيض المتوسط (ASCAME).

#### التنمية المستدامة
تماشيا مع نتائج المؤتمرات الوزارية القطاعية، فإن الأهداف الإستراتيجية للاتحاد من أجل المتوسط في مجال التنمية المستدامة تتمثل في: التقدم في إستراتيجية التنمية الحضرية المستدامة الأورومتوسطية؛ وتسهيل النقل براً وبحراً من خلال المساعدة على بناء شبكة أورومتوسطية قوية؛ ومكافحة التلوث في المنطقة وتحسين الوصول إلى إدارة المياه؛ وتعزيز الطاقة المتجددة وكفاءة استخدام الطاقة؛ والمساهمة في مواجهة تحدي التغير المناخي في المنطقة؛ وكل ذلك بالموازاة مع استغلال إمكانات الاقتصاد الأزرق.
وفي عام 2015، اعتمدت الدول الثلاثة والأربعون للاتحاد من أجل المتوسط ما مجموعه أربعة عشر مشروعاً. ويعمل الاتحاد من أجل المتوسط علي مكافحة التلوث في بحيرة بنزرت التونسية ، وبناء محطة لتحلية المياه في قطاع غزة  والتنمية الحضرية المتكاملة لمدينة إمبابة.

#### دعم المرأة
من 11 إلى 12 نوفمبر (تشرين الثاني) 2009، نظم أول مؤتمر وزاري للاتحاد من أجل المتوسط. وعقد هذا المؤتمر في مراكش، وخصص لتعزيز دور المرأة في المجتمع وتمخض عنه إنشاء مؤسسة المرأة من أجل المتوسط.
في 30 أبريل (نيسان) 2013، اعتمدت الدول الأعضاء الثلاث والأربعين في الاتحاد من أجل المتوسط مشروع «الفتيات رائدات أعمال» الذي يهدف إلى تعزيز روح المبادرة وريادة المرأة للأعمال، إلي جانب المساواة بين الجنسين. وبعد مرور نحو عام، في 15 يناير (كانون الثاني) 2014، وقع الاتحاد من أجل المتوسط علي بروتوكول عالمي مع جمعية سيدات أعمال المتوسط (AFAEMME)  ، بمشاركة ألفين وخمسمئة من الفتيات في المشروع، لتوسيع كفاءات المشروع في جميع دول الاتحاد. وفي أبريل (نيسان) 2015، نظم يوم لريادة المرأة للأعمال في فلسطين.
ويدعم الاتحاد من أجل المتوسط كذلك مبادرة "توظيف الفتيات  "بهدف تدريب الفتيات اللواتي يبحثن عن وظيفة، دون امتلاك الكفاءة المهنية الضرورية. وبدأ المشروع في البداية في المغرب، وتونس والأردن خلال النصف الأول من عام 2014 قبل توسيع نطاقه ليشمل مصر ولبنان في أواخر عام 2014 وأوائل عام 2015. وفي مايو (أيار) 2015، استفادت مئة وثمانون امرأة من هذا البرنامج، وفي مايو (أيار) من نفس العام، قدم الاتحاد من أجل المتوسط الدعم لما مجموعه عشر مشاريع استفاد منها أكثر من خمسين ألف امرأة  في المنطقة الأورومتوسطية، وذلك بمشاركة ما يزيد عن ألف من المساهمين وبفضل موازنة تجاوزت مئة وسبعة وعشرين مليون يورو.

## الدول الأعضاء
الدول الاثنتين وأربعين الأعضاء في الاتحاد من أجل المتوسط:
• الأردن • فلسطين • الجزائر • ألبانيا • النمسا • بلجيكا • رومانيا
• بلغاريا • كرواتيا • الجبل الأسود • الدنمارك • سلوفينيا • إستونيا • إسبانيا
• فنلندا • فرنسا • اليونان • المجر • إيرلندا • إسرائيل • إيطاليا
• لاتفيا • لبنان • ليتوانيا • سلوفاكيا • موريتانيا • موناكو • بولندا
• المغرب • هولندا • البرتغال • التشيك • سوريا • تونس • تركيا
• مالطا • مصر • السويد • قبرص • لوكسمبورغ • البوسنة والهرسك
وقد علقت سوريا عضويتها في الاتحاد من أجل المتوسط يوم 01 ديسمبر (كانون الأول) 2011  وتتمتع ليبيا بصفة مراقب لدى الاتحاد من أجل المتوسط.

## منظمات ومؤسسات أورومتوسطية أخرى
الاتحاد من أجل المتوسط هو منصة تعاون مشتركة لجميع الأطراف المؤسسية المعنية بالشراكة الأورومتوسطية:
- الجمعية البرلمانية للاتحاد من أجل المتوسط،
- الجمعية الإقليمية والمحلية الأورومتوسطية،
- مؤسسة آنا ليند،
- اللجان الأوروبية الاقتصادية والاجتماعية

تعمل هذه المؤسسات المتخصصة بشكل وثيق مع الاتحاد من أجل المتوسط وتساهم في تعزيز تأثير الإجراءات التي يتخذها.
الجمعية البرلمانية للاتحاد من أجل المتوسط (AP-UpM) هي منظمة برلمانية إقليمية تجمع بين وفود برلمانات دول الاتحاد من أجل المتوسط. وتجتمع هذه الجمعية في جلسة عامة مرة واحدة في السنة على الأقل، وتتكون من مئتين وثمانين عضواً مقسمين بالتساوي بين الضفتين الشمالية والجنوبية للبحر الأبيض المتوسط.
تأسست الجمعية الإقليمية والمحلية الأورومتوسطية (ARLEM) في عام 2010، تمثل المنتخبين المحليين والإقليميين في الاتحاد الأوروبي وشركائه المتوسطيين. وتمثل البعد الإقليمي في الاتحاد من أجل المتوسط.
تهدف المؤسسة الأورومتوسطية للحوار بين الثقافات، المعروفة باسم مؤسسة آنا ليند، لتعزيز التبادل الثقافي داخل المنطقة الأورومتوسطية من أجل تحسين الاحترام بين الثقافات ومساعدة المجتمع المدني على العمل من أجل مستقبل مشترك في المنطقة.